# 九鬼站
九鬼站（日语：／ Kuki eki */?）是位於三重縣尾鷲市九鬼町，屬於東海旅客鐵道（JR東海）的紀勢本線車站。

## 歷史
- 1957年（昭和32年）1月12日：國鐵紀勢東線尾鷲站至此站開業，此站啟用[1]。
- 1958年（昭和33年）4月23日：國鐵紀勢東線此站至三木里站開業[1]。
- 1959年（昭和34年）7月15日：三木里站至新鹿站之間開通，同時路線改名為紀勢本線[1]。
- 1983年（昭和58年）12月21日：成為無人車站[2]。在此年起至1992年，由管理車站派遣職員（簡易委託站）至此站進行車票販賣業務。
- 1987年（昭和62年）4月1日：伴隨國鐵分割民營化，車站由東海旅客鐵道（JR東海）營運[1]。

## 構造

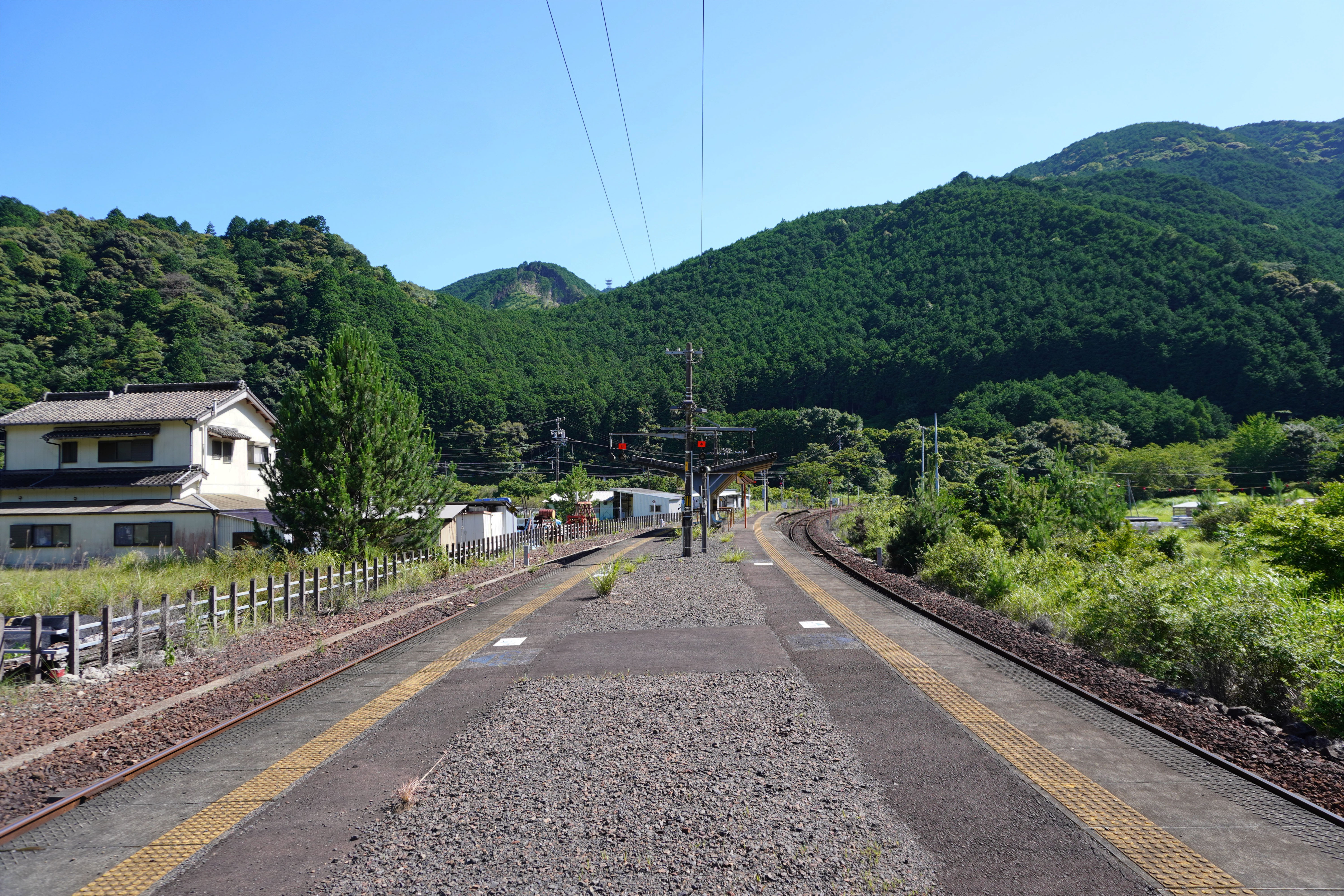
月台(2023年7月)

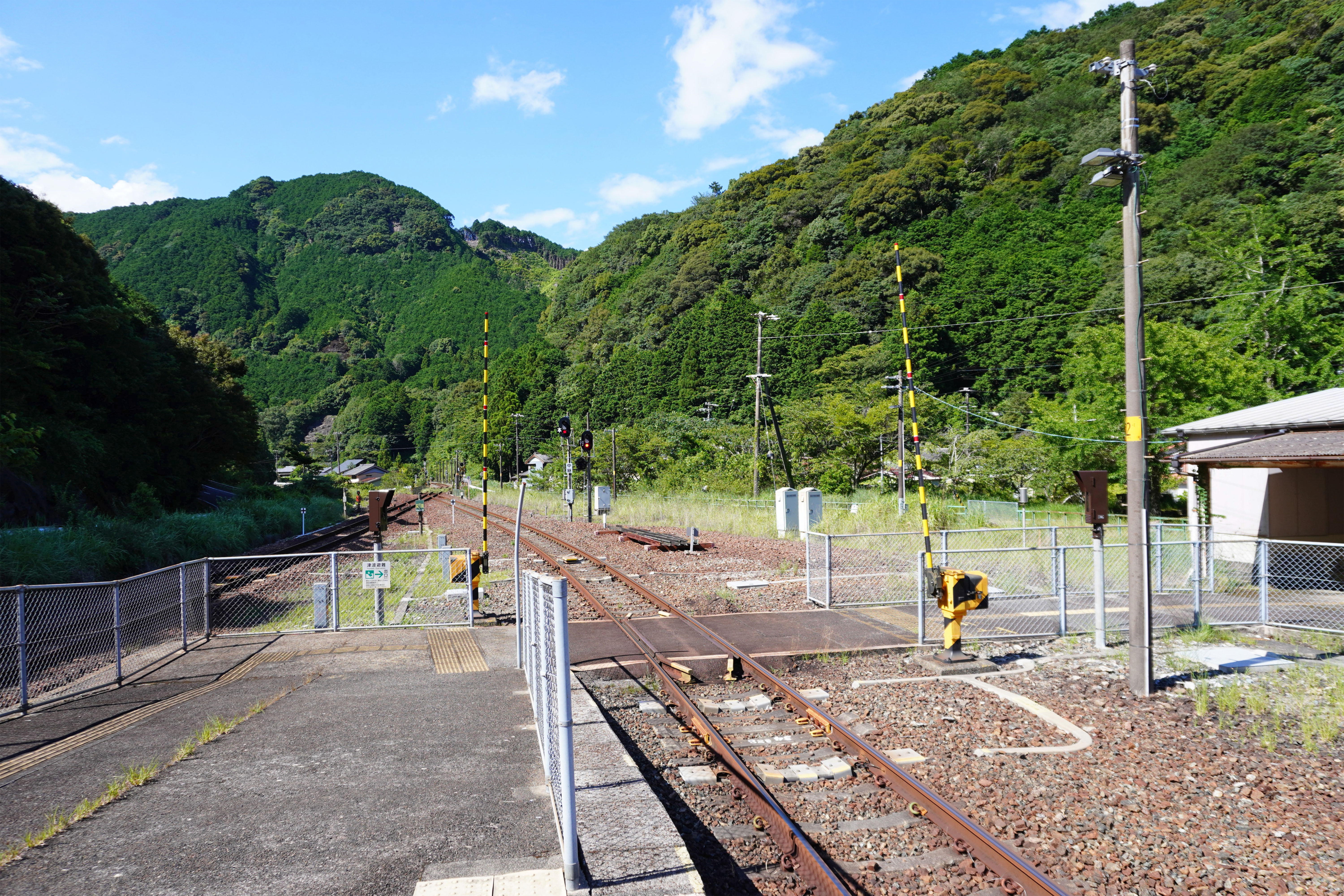
平交道(2023年7月)

本站為設有1面2線島式月台的地面車站。車站範圍較大，在月台與站房之間設有平交道（遮斷機）。車站周邊設有類似站房的建築物。此站是由尾鷲站管理的無人車站。

### 月台
| 月台 | 路線      | 上下行 | 方向             |
| ---- | --------- | ------ | ---------------- |
| 1、2 | ■紀勢本線 | 下行   | 新宮方向         |
| 1、2 | ■紀勢本線 | 上行   | 尾鷲、名古屋方向 |

在車站對面設有2號月台。月台結構為設有本線的一線通過結構，當進行列車交會或待避時，上下行列車會使用2號月台。

## 使用狀況
根據「三重縣統計書」，以下列出近年1日平均乘車人次。
| 年度   | 一日平均 乘車人次 |
| ------ | ----------------- |
| 1998年 | 98                |
| 1999年 | 91                |
| 2000年 | 86                |
| 2001年 | 82                |
| 2002年 | 70                |
| 2003年 | 66                |
| 2004年 | 63                |
| 2005年 | 59                |
| 2006年 | 55                |
| 2007年 | 58                |
| 2008年 | 50                |
| 2009年 | 40                |
| 2010年 | 33                |
| 2011年 | 30                |
| 2012年 | 30                |
| 2013年 | 26                |
| 2014年 | 21                |
| 2015年 | 18                |
| 2016年 | 19                |
| 2017年 | 21                |

## 周邊
此站在紀勢本線中位處於小港深處。此站往大曾根浦方向為九鬼隧道，三木里方向為名柄隧道，在兩條長隧道之間便設有此站和九鬼的村落，也設有政廳、小學等設施。在車站對出海邊設有鰤魚養殖場。
- 尾鷲市政廳九鬼出張所
- 九鬼郵局
- 紀北信用金庫（日语：紀北信用金庫）九鬼出張所
- 九鬼太陽花幼稚園
- 尾鷲警署九鬼巡査駐守所
- 三思丘公園
- 九鬼神社

## 巴士路線
- 尾鷲市社區巴士 尾鷲市Fureai巴士（日语：尾鷲市ふれあいバス）
  - 瀨木山
  - 九鬼町 折返路線
  - 三木里站（經早田）

## 其他
- 此車站曾經為終點站，隨後在1年後在1958年，紀勢東線延伸至三木里，在尾鷲以南設有7往返普通列車，其中3往返班次會折返尾鷲。
- 在1959年紀勢本線全線開通後，此站下行的尾班列車於九鬼為終點站。也曾經設有從尾鷲出發的上行首班列車。在1982年5月時間表修正後，往九鬼的下行尾班車和從尾鷲出發的上行首班車均延長至熊野市，因此現時沒有列車以九鬼為終起點站。
- 在舉行熊野大煙花大會（例年8月17日）當日，在管理站會派遣職員至此站發售乘車票（2002-03年度會在櫃臺售票）。

## 圖庫

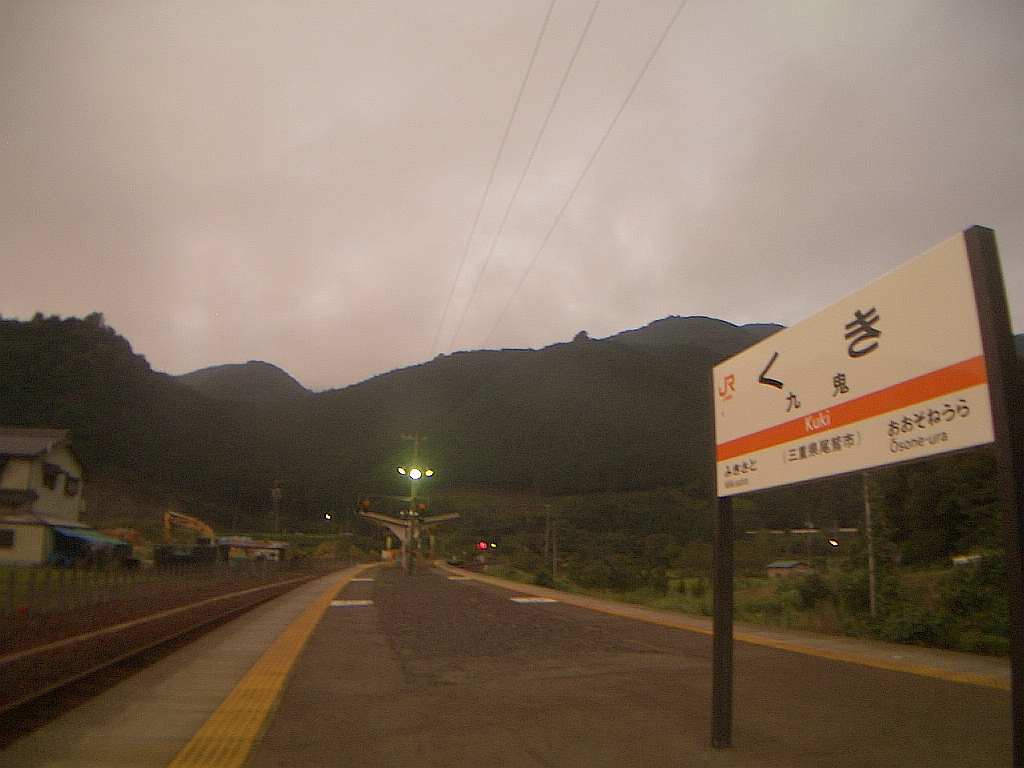
月台（2005年8月）
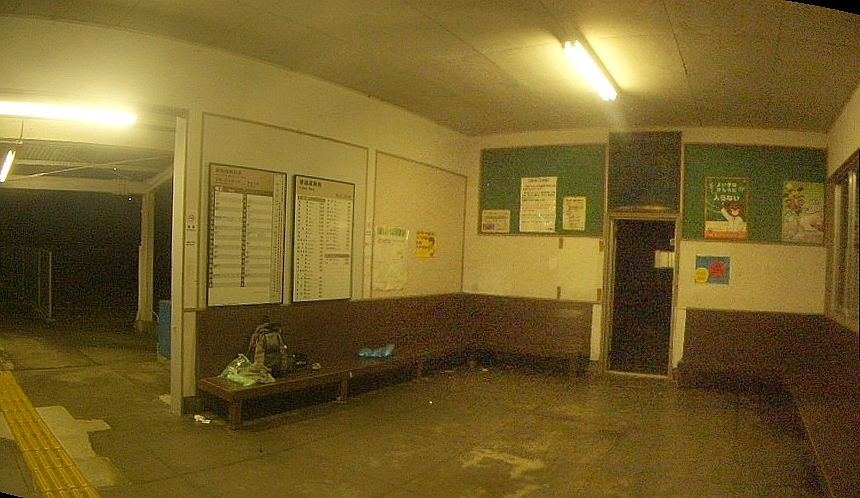
候車室（2005年8月）

## 相鄰車站
東海旅客鐵道（JR東海）
紀勢本線
大曾根浦－九鬼－三木里

## 注腳

## 外部連結
- 國土地理院地國參閱服務（页面存档备份，存于） - 九鬼站周邊1/25000地勢圖 （页面存档备份，存于）